# National Basketball Association 1998-1999
La stagione della National Basketball Association 1998-1999 fu la 53ª edizione del campionato NBA.
A causa del primo lockout della storia della NBA, la stagione iniziò solamente il 5 febbraio 1999 dopo una trattativa tra la National Basketball Players Association e la Lega, che si concluse con un rinnovo del contratto collettivo per sei anni.
Il lockout ha avuto come effetto l'annullamento di molte partite e dell'All-Star Weekend.
Tutte le 29 squadre giocarono un campionato ridotto di 50 partite, e le 16 squadre che si qualificarono disputarono regolarmente i playoff. La stagione si concluse il 25 giugno, con la vittoria dei San Antonio Spurs, che sconfissero i New York Knicks per 4-1 nelle finali NBA.

## Squadre partecipanti
- Atlanta Hawks
- Boston Celtics
- Charlotte Hornets
- Chicago Bulls
- Cleveland Cavaliers
- Dallas Mavericks
- Denver Nuggets
- Detroit Pistons
- G.S. Warriors
- Houston Rockets
- Indiana Pacers
- L.A. Clippers
- L.A. Lakers
- Miami Heat
- Milwaukee Bucks

- Minnesota T'wolves
- N.J. Nets
- N.Y. Knicks
- Orlando Magic
- Phoenix Suns
- Philadelphia 76ers
- Portland T. Blazers
- Sacramento Kings
- San Antonio Spurs
- Seattle S.Sonics
- Toronto Raptors
- Utah Jazz
- Vancouver Grizzlies
- Wash. Wizards

## Classifica finale

### Eastern Conference
| Squadra            | V  | P  | PCT  | GB |
| ------------------ | -- | -- | ---- | -- |
| Miami Heat         | 33 | 17 | 66,0 | -  |
| Orlando Magic      | 33 | 17 | 66,0 | -  |
| Philadelphia 76ers | 28 | 22 | 56,0 | 5  |
| New York Knicks    | 27 | 23 | 54,0 | 6  |
| Boston Celtics     | 19 | 31 | 38,0 | 14 |
| Washington Wizards | 18 | 32 | 36,0 | 15 |
| New Jersey Nets    | 16 | 34 | 32,0 | 17 |

| Squadra             | V  | P  | PCT  | GB |
| ------------------- | -- | -- | ---- | -- |
| Indiana Pacers      | 33 | 17 | 66,0 | -  |
| Atlanta Hawks       | 31 | 19 | 62,0 | 2  |
| Detroit Pistons     | 29 | 21 | 58,0 | 4  |
| Milwaukee Bucks     | 28 | 22 | 56,0 | 5  |
| Charlotte Hornets   | 26 | 24 | 52,0 | 7  |
| Toronto Raptors     | 23 | 27 | 46,0 | 10 |
| Cleveland Cavaliers | 22 | 28 | 44,0 | 11 |
| Chicago Bulls       | 13 | 37 | 26,0 | 20 |

### Western Conference
| Squadra                | V  | P  | PCT  | GB |
| ---------------------- | -- | -- | ---- | -- |
| San Antonio Spurs C    | 37 | 13 | 74,0 | -  |
| Utah Jazz              | 37 | 13 | 74,0 | -  |
| Houston Rockets        | 31 | 19 | 62,0 | 6  |
| Minnesota Timberwolves | 25 | 25 | 50,0 | 12 |
| Dallas Mavericks       | 19 | 31 | 38,0 | 18 |
| Denver Nuggets         | 14 | 36 | 28,0 | 23 |
| Vancouver Grizzlies    | 8  | 42 | 16,0 | 29 |

| Squadra                | V  | P  | PCT  | GB |
| ---------------------- | -- | -- | ---- | -- |
| Portland Trail Blazers | 35 | 15 | 70,0 | -  |
| Los Angeles Lakers     | 31 | 19 | 62,0 | 4  |
| Sacramento Kings       | 27 | 23 | 54,0 | 8  |
| Phoenix Suns           | 27 | 23 | 54,0 | 8  |
| Seattle SuperSonics    | 25 | 25 | 50,0 | 10 |
| Golden State Warriors  | 21 | 29 | 42,0 | 14 |
| Los Angeles Clippers   | 9  | 41 | 18,0 | 26 |

## Vincitore
| Campione NBA 1998-1999        |
| ----------------------------- |
| San Antonio Spurs (1º titolo) |

## Statistiche
| Categoria             | Giocatore        | Squadra            | Stat |
| --------------------- | ---------------- | ------------------ | ---- |
| Punti per gara        | Allen Iverson    | Philadelphia 76ers | 26,8 |
| Rimbalzi per gara     | Chris Webber     | Sacramento Kings   | 13,0 |
| Assist per gara       | Jason Kidd       | Phoenix Suns       | 10,8 |
| Palle rubate per gara | Kendall Gill     | New Jersey Nets    | 2,7  |
| Stoppate per gara     | Alonzo Mourning  | Miami Heat         | 3,9  |
| FG%                   | Shaquille O'Neal | Los Angeles Lakers | 57,6 |
| FT%                   | Reggie Miller    | Indiana Pacers     | 91,5 |
| 3FG%                  | Dell Curry       | Milwaukee Bucks    | 47,6 |

## Premi NBA
- NBA Most Valuable Player Award: Karl Malone, Utah Jazz
- NBA Rookie of the Year Award: Vince Carter, Toronto Raptors
- NBA Defensive Player of the Year Award: Alonzo Mourning, Miami Heat
- NBA Sixth Man of the Year Award: Darrell Armstrong, Orlando Magic
- NBA Most Improved Player Award: Darrell Armstrong, Orlando Magic
- NBA Coach of the Year Award: Mike Dunleavy, Portland Trail Blazers
- NBA Executive of the Year Award: Geoff Petrie, Sacramento Kings
- All-NBA First Team:
  - F - Tim Duncan, San Antonio Spurs
  - F - Karl Malone, Utah Jazz
  - C - Alonzo Mourning, Miami Heat
  - G - Allen Iverson, Philadelphia 76ers
  - G - Jason Kidd, Phoenix Suns
- All-NBA Second Team:
  - F - Chris Webber, Sacramento Kings
  - F - Grant Hill, Detroit Pistons
  - C - Shaquille O'Neal, Los Angeles Lakers
  - G - Gary Payton, Seattle SuperSonics
  - G - Tim Hardaway, Miami Heat
- All-NBA Third Team:
  - F - Kevin Garnett, Minnesota Timberwolves
  - F - Antonio McDyess, Denver Nuggets
  - C - Hakeem Olajuwon, Houston Rockets
  - G - Kobe Bryant, Los Angeles Lakers
  - G - John Stockton, Utah Jazz
- All-Defensive First Team:
  - F - Tim Duncan, San Antonio Spurs
  - F - Karl Malone, Utah Jazz (pari)
  - F - Scottie Pippen, Houston Rockets (pari)
  - C - Alonzo Mourning, Miami Heat
  - G - Gary Payton, Seattle SuperSonics
  - G - Jason Kidd, Phoenix Suns
- All-Defensive Second Team:
  - F - P.J. Brown, Miami Heat
  - F - Theo Ratliff, Philadelphia 76ers
  - C - Dikembe Mutombo, Atlanta Hawks
  - G - Eddie Jones, Los Angeles Lakers/Charlotte Hornets
  - G - Mookie Blaylock, Atlanta Hawks
- All-Rookie First Team:
  - Vince Carter, Toronto Raptors
  - Paul Pierce, Boston Celtics
  - Jason Williams, Sacramento Kings
  - Mike Bibby, Vancouver Grizzlies
  - Matt Harpring, Orlando Magic
- All-Rookie Second Team:
  - Antawn Jamison, Golden State Warriors
  - Michael Doleac, Orlando Magic
  - Michael Olowokandi, Los Angeles Clippers
  - Michael Dickerson, Houston Rockets
  - Cuttino Mobley, Houston Rockets